# Comuna Rieni, Bihor
Rieni (în maghiară: Rény) este o comună în județul Bihor, Crișana, România, formată din satele Cucuceni, Ghighișeni, Petrileni, Rieni (reședința), Sudrigiu și Valea de Jos.

## Demografie
Componența etnică a comunei Rieni
     Români (81,48%)
     Romi (10,51%)
     Alte etnii (0,12%)
     Necunoscută (7,89%)
Componența confesională a comunei Rieni
     Ortodocși (76,27%)
     Penticostali (14,04%)
     Alte religii (1,37%)
     Necunoscută (8,32%)
Conform recensământului efectuat în 2021, populația comunei Rieni se ridică la 2.549 de locuitori, în scădere față de recensământul anterior din 2011, când fuseseră înregistrați 3.050 de locuitori. Majoritatea locuitorilor sunt români (81,48%), cu o minoritate de romi (10,51%), iar pentru 7,89% nu se cunoaște apartenența etnică. Din punct de vedere confesional, majoritatea locuitorilor sunt ortodocși (76,27%), cu o minoritate de penticostali (14,04%), iar pentru 8,32% nu se cunoaște apartenența confesională.

## Politică și administrație
Comuna Rieni este administrată de un primar și un consiliu local compus din 13 consilieri. Primarul, Gheorghe-Ioan Bota[*], de la Partidul Național Liberal, este în funcție din 2008. Începând cu alegerile locale din 2024, consiliul local are următoarea componență pe partide politice:
|  | Partid                    | Consilieri | Componența Consiliului | Componența Consiliului | Componența Consiliului | Componența Consiliului | Componența Consiliului | Componența Consiliului | Componența Consiliului | Componența Consiliului | Componența Consiliului | Componența Consiliului | Componența Consiliului | Componența Consiliului |
|  | ------------------------- | ---------- | ---------------------- | ---------------------- | ---------------------- | ---------------------- | ---------------------- | ---------------------- | ---------------------- | ---------------------- | ---------------------- | ---------------------- | ---------------------- | ---------------------- |
|  | Partidul Național Liberal | 12         |                        |                        |                        |                        |                        |                        |                        |                        |                        |                        |                        |                        |
|  | Partidul Social Democrat  | 1          |                        |                        |                        |                        |                        |                        |                        |                        |                        |                        |                        |                        |

## Atracții turistice
- Biserica de lemn din Rieni (1754)
- Biserica de lemn din Valea de Jos (1738)
- Biserica de lemn Cucuceni (ridicată în jurul anului 1743 în satul Ghighișeni)